# Puente de San Juan (río Alberche)
El puente de San Juan es un paso fluvial sobre el río Alberche situado en el extremo suroccidental de la Comunidad de Madrid y en la vía que une Madrid con Plasencia. 

## Geografía física
El puente de San Juan salva el Alberche a su paso por el área de transición entre las sierras de Guadarrama y de Gredos y las llanuras sedimentarias de la depresión del río Tajo y las primeras estribaciones de la Sierra de Gredos. Comunica a las poblaciones de Pelayos de la Presa y Navas del Rey, unidas por la carretera M501. Desde Navas, la carretera desciende suavemente (2,8% de desnivel) hasta la cota del río (520 m s. n. m.), punto desde el que asciende levemente hasta Pelayos, a 570 m s. n. m. En 1973 se cerró al tráfico rodado, pasando este a partir de entonces por el paralelo viaducto de Picadas, un puente con más capacidad construido como parte del Plan de Cercanías de Madrid junto con la variante de Navas del Rey, que evita la travesía de esa población y el puertecillo o Cuesta de San Juan (725 m s. n. m.), en la actual M-855.
El lecho del río, que en este punto es la cola del embalse de Picadas, se asienta sobre materiales graníticos y metasedimentos arenosos, con abundancia de gneises y esquistos aguas abajo del puente. Las montañas y cerros que rodean el paso (uno de los enclaves de menor elevación de la Comunidad de Madrid) rondan los 800 m, caracterizados por el afloramiento de grandes formaciones de granito. Estas cotas son las estribaciones de las citadas sierras que llegan a superar los 2.000 m s. n. m.
El paraje está poblado por extensos bosques de pinos, así como por matorrales y plantas herbáceas típicas de los bosques mediterráneos. Parte de su entorno se encuentra protegido a través de la ZEPA denominada "Encinares de los ríos Alberche y Cofio", donde habitan especies como el águila imperial ibérica, el buitre leonado, el buitre negro, el águila perdicera y el búho real.

## Descripción e historia
El puente de San Juan fue construido en 1459 por mandato del abad del monasterio de Valdeiglesias Alonso Matamoros. Antes de esta fecha, el paso del río debía hacerse con barca, como se desprende del Libro de la Montería de Alfonso XI: "Et es la vocería por cima de la cumbre fasta el camino del Barco de Val de Zate" (Valdezate es un arroyo que desemboca en las inmediaciones del puente), y de un arbitrio de 1435, por el que se reconocían los derechos de paso del monasterio. El lugar elegido fue un pequeño llano a poca distancia del monasterio, donde se levantaba una ermita dedicada a San Juan Bautista. Con el paso de los años, el puente favoreció el tráfico de mercaderías de Comarca de Arenas de San PedroTiétar y La Vera con la creciente población de Madrid. Parece que la factura original de la obra debió ser de gran calidad, aunque el paso del tiempo y el creciente tráfico deterioraron su estructura, que debió ser reparada varias veces. Por una de esas reparaciones, la dirigida por el ingeniero Luis de Rute Giner en 1867, sabemos el aspecto que tenía el puente a mediados del s xix: 

Consta el puente de cuatro arcos de medio punto, cuyas respectivas luces son: 8´10, 10´50, 13´50 y 9´90 m. La fábrica de los arcos es de sillería; la de los tímpanos, relleno, pilas y estribos es de mampostería. Los apoyos tienen todos cuatro metros de espesor.

A principios del siglo XXI el puente de San Juan conservaba los cuatro arcos, si bien había perdido gran parte de los sillares, que solo conserva en el lado meridional. El resto de fábrica es de mampuesto ordinario y hormigón armado. Los tajamares son redondos, y el tablero, de 50 m de longitud se ha ensanchado con voladizo hasta los 5 m, sobre el que se han instalado barandillas de hierro.

## Geografía urbana
El puente de San Juan, sobre la cola del embalse de Picadas se encuentra al pie de la presa del pantano de San Juan. La proximidad de ambos embalses a cada lado de la M-501 a dado lugar a la denominación oficiosa de esta vía como "carretera de los pantanos". Los pantanos en cuestión fueron construidos en la década de 1950.
A pesar de no ser una zona densamente poblada (tanto Pelayos de la Presa como Navas del Rey tienen alrededor de 2200 habitantes), en el nuevo puente de San Juan hay mucho tránsito de vehículos, originado mayoritariamente por desplazamientos de carácter recreativo, al comunicar la capital española con una zona de gran atractivo turístico (el pantano de San Juan es el único de la región madrileña donde está permitido el baño y las actividades acuáticas a motor en el siglo XXI).